# Совет христианских церквей Мадагаскара
Совет христианских церквей Мадагаскара (фр.: Conseil chrétien des Eglises à Madagascar ; малагасийский: Fiombonan'ny Fiangonana Kristiana eto Madagasikara, FFKM) — межцерковная организация на Мадагаскаре, основанная в 1980 году. 
В состав совета входят четыре основные религиозные конфессии страны: Римско-католическая церковь, Церковь Иисуса Христа на Мадагаскаре, Малагасийская епископальная церковь (англиканская церковь) и Малагасийская лютеранская церковь. Штаб-квартира совета находится в Антананариву. Количество прихожан церквей, входящих в совет, насчитывает более 10 миллионов. Совет отметил свое 40-летие. 

## Членство
Чтобы стать членом церкви, деноминация «должна исповедовать Господа Иисуса Христа как Бога и единственного Спасителя согласно Священным Писаниям».

## Структура
Совет возглавляют президент и генеральный секретарь. Президентство ежегодно меняется между четырьмя церковными лидерами. Совет является членом Всемирного совета церквей.